# Destructor

Le Destructor  est un contre torpilleur unique de la Marine espagnole. 